# Vesicularia flaccida
Vesicularia flaccida là một loài Rêu trong họ Hypnaceae. Loài này được (Sull. & Lesq.) Z. Iwats. miêu tả khoa học đầu tiên năm 1963.